# Magyarországi InterCity-állomások listája
A magyarországi InterCity-hálózat mára már csaknem az egész országot lefedi, amivel gyors és közvetlen eljutási lehetőséget biztosít az utazók számára a főváros felé, valamint átszállással más nagyvárosokba, nemzetközi InterCitykkel pedig külföldi városokba is. A hálózat nagy lefedettségének ellenére így is akadnak olyan megyeszékhelyek – Eger, Szekszárd, Salgótarján –, ahol nem érhető el ez az emelt szintű szolgáltatás.
A MÁV hálózatán az első InterCity-vonal 1991. június 2-án indult el Budapest és Miskolc között, amit 1992. szeptember 27-én a Budapest–Nyíregyháza-vonal követett. 2001 és 2007 között a MÁV InterCity Rapid névvel magasabb színvonalú IC-ket is közlekedtetett, amelyek a két végpont között nem, vagy csak 1-2 állomáson álltak meg. Megszűnésüket követően hagyományos InterCityk vették át a helyüket.
Az InterCityk az elnevezésüket többnyire a célállomások tájegységeiről, településeiről és híres személyeikről, a kör-IC esetében kezdetben a páros számú vonatok virágokról, a páratlan számúak pedig madarakról kapták, mára egységesen valamennyi a Tokaj nevet viselik.

## Állomások
Az alábbi listában szerepel mind a 163 állomás és megállóhely mellett az elhelyezkedésük, a megnyitásuk ideje, a kiszolgált vonalak és a vonatnemek.
| Ábécé szerinti tartalomjegyzék                                                                           |
| --- |
| A, Á B C Cs D Dz Dzs E, É F G Gy H I, Í J K L Ly M N Ny O, Ó Ö, Ő P Q R S Sz T Ty U, Ú Ü, Ű V W X Y Z Zs |

| Állomás                     | Kép | Település, kerület       | Megnyitás ideje      | Vasútvonal(ak) | Vonatnemek |
| --------------------------- | --- | ------------------------ | -------------------- | --- | --- |
| Ábrahámhegy                 |     | Ábrahámhegy              |                      | Börgönd–Szabadbattyán–Tapolca-vasútvonal | InterCity, sebesvonat, személyvonat                                                                             |
| Ajka                        |     | Ajka                     | 1872. október 3.     | Székesfehérvár–Szombathely-vasútvonal | InterCity, személyvonat                                                                                         |
| Alsóörs                     |     | Alsóörs                  |                      | Börgönd–Szabadbattyán–Tapolca-vasútvonal | InterCity, sebesvonat, expresszvonat, InterRégió, személyvonat                                                  |
| Alsórönök                   |     | Rönök                    |                      | Szombathely–Szentgotthárd-vasútvonal | InterCity, személyvonat                                                                                         |
| Aszófő                      |     | Aszófő                   |                      | Börgönd–Szabadbattyán–Tapolca-vasútvonal | InterCity, sebesvonat, személyvonat                                                                             |
| Badacsony                   |     | Badacsonytomaj           |                      | Börgönd–Szabadbattyán–Tapolca-vasútvonal | InterCity, sebesvonat, expresszvonat, személyvonat                                                              |
| Badacsonylábdihegy          |     | Badacsonytördemic        |                      | Börgönd–Szabadbattyán–Tapolca-vasútvonal | InterCity, sebesvonat, személyvonat                                                                             |
| Badacsonytomaj              |     | Badacsonytomaj           |                      | Börgönd–Szabadbattyán–Tapolca-vasútvonal | InterCity, sebesvonat, expresszvonat, személyvonat                                                              |
| Badacsonytördemic-Szigliget |     | Badacsonytördemic        |                      | Börgönd–Szabadbattyán–Tapolca-vasútvonal | InterCity, sebesvonat, személyvonat                                                                             |
| Balatonakali-Dörgicse       |     | Balatonakali             |                      | Börgönd–Szabadbattyán–Tapolca-vasútvonal | InterCity, sebesvonat, expresszvonat, személyvonat                                                              |
| Balatonakarattya            |     | Balatonakarattya         | 1930. június 29.     | Börgönd–Szabadbattyán–Tapolca-vasútvonal | InterCity, expresszvonat, InterRégió, személyvonat                                                              |
| Balatonalmádi               |     | Balatonalmádi            |                      | Börgönd–Szabadbattyán–Tapolca-vasútvonal | InterCity, sebesvonat, expresszvonat, InterRégió, személyvonat                                                  |
| Balatonberény               |     | Balatonberény            |                      | Budapest–Murakeresztúr-vasútvonal Somogyszob–Balatonszentgyörgy-vasútvonal | InterCity, gyorsvonat, sebesvonat, InterRégió, személyvonat                                                     |
| Balatonboglár               |     | Balatonboglár            | 1861. április 1.     | Budapest–Murakeresztúr-vasútvonal | InterCity, sebesvonat, expresszvonat, személyvonat                                                              |
| Balatonfenyves              |     | Balatonfenyves           |                      | Budapest–Murakeresztúr-vasútvonal | InterCity, sebesvonat, InterRégió, személyvonat                                                                 |
| Balatonföldvár              |     | Balatonföldvár           |                      | Budapest–Murakeresztúr-vasútvonal | InterCity, sebesvonat, expresszvonat, személyvonat                                                              |
| Balatonfüred                |     | Balatonfüred             |                      | Börgönd–Szabadbattyán–Tapolca-vasútvonal | InterCity, sebesvonat, expresszvonat, InterRégió, személyvonat                                                  |
| Balatonfűzfő                |     | Balatonfűzfő             |                      | Börgönd–Szabadbattyán–Tapolca-vasútvonal | InterCity, sebesvonat, expresszvonat, InterRégió, személyvonat                                                  |
| Balatonkenese               |     | Balatonkenese            |                      | Börgönd–Szabadbattyán–Tapolca-vasútvonal | InterCity, sebesvonat, expresszvonat, InterRégió, személyvonat                                                  |
| Balatonlelle                |     | Balatonlelle             | 1890. június 1.      | Budapest–Murakeresztúr-vasútvonal | InterCity, sebesvonat, expresszvonat, személyvonat                                                              |
| Balatonmáriafürdő           |     | Balatonmáriafürdő        |                      | Budapest–Murakeresztúr-vasútvonal | InterCity, sebesvonat, InterRégió, személyvonat                                                                 |
| Balatonrendes               |     | Balatonrendes            |                      | Börgönd–Szabadbattyán–Tapolca-vasútvonal | InterCity, sebesvonat, személyvonat                                                                             |
| Balatonszárszó              |     | Balatonszárszó           |                      | Budapest–Murakeresztúr-vasútvonal | InterCity, sebesvonat, expresszvonat, személyvonat                                                              |
| Balatonszemes               |     | Balatonszemes            |                      | Budapest–Murakeresztúr-vasútvonal | InterCity, sebesvonat, expresszvonat, személyvonat                                                              |
| Balatonszentgyörgy          |     | Balatonszentgyörgy       | 1861. április 1.     | Balatonszentgyörgy–Tapolca–Ukk-vasútvonal Budapest–Murakeresztúr-vasútvonal Somogyszob–Balatonszentgyörgy-vasútvonal                                                                                          | InterCity, sebesvonat, InterRégió, személyvonat                                                                 |
| Balatonszepezd              |     | Balatonszepezd           |                      | Börgönd–Szabadbattyán–Tapolca-vasútvonal | InterCity, sebesvonat, személyvonat                                                                             |
| Balatonudvari               |     | Balatonudvari            |                      | Börgönd–Szabadbattyán–Tapolca-vasútvonal | InterCity, sebesvonat, személyvonat                                                                             |
| Báránd                      |     | Báránd                   |                      | Püspökladány–Biharkeresztes-vasútvonal | EuroCity, InterCity, személyvonat                                                                               |
| Békéscsaba                  |     | Békéscsaba               |                      | Szajol–Lőkösháza-vasútvonal Kétegyháza–Újszeged-vasútvonal Kötegyán–Püspökladány-vasútvonal Szeged–Kötegyán-vasútvonal                                                                                        | InterCity, gyorsvonat, személyvonat                                                                             |
| Beleg                       |     | Beleg                    |                      | Dombóvár–Gyékényes-vasútvonal | InterCity, személyvonat                                                                                         |
| Berettyóújfalu              |     | Berettyóújfalu           |                      | Püspökladány–Biharkeresztes-vasútvonal | EuroCity, InterCity, gyorsvonat, személyvonat                                                                   |
| Biharkeresztes              |     | Biharkeresztes           |                      | Püspökladány–Biharkeresztes-vasútvonal | EuroCity, InterCity, gyorsvonat, személyvonat                                                                   |
| Boba                        |     | Boba                     | 1872. október 3.     | Székesfehérvár–Szombathely-vasútvonal Boba–Bajánsenye-vasútvonal | InterCity, expresszvonat, személyvonat                                                                          |
| Bodrogkeresztúr             |     | Bodrogkisfalud           |                      | Budapest–Sátoraljaújhely-vasútvonal | InterCity, személyvonat                                                                                         |
| Bodrogolaszi                |     | Bodrogolaszi             |                      | Budapest–Sátoraljaújhely-vasútvonal | InterCity, személyvonat                                                                                         |
| Bolhás                      |     | Bolhás                   |                      | Dombóvár–Gyékényes-vasútvonal | InterCity, személyvonat                                                                                         |
| Budapest-Déli               |     | Budapest, I. kerület     | 1861. március 20.    | Budapest–Murakeresztúr-vasútvonal | InterCity, expresszvonat, InterRégió, sebesvonat, személyvonat                                                  |
| Budapest-Kelenföld          |     | Budapest, XI. kerület    | 1861. április 1.     | Budapest–Hegyeshalom–Rajka-vasútvonal Budapest–Murakeresztúr-vasútvonal Budapest–Pécs-vasútvonal | Railjet Xpress, EuroCity, EuroNight, InterCity, expresszvonat, gyorsvonat, InterRégió, sebesvonat, személyvonat |
| Budapest-Keleti             |     | Budapest, VIII. kerület  | 1884. július 15.     | Budapest–Hegyeshalom–Rajka-vasútvonal Budapest–Sátoraljaújhely-vasútvonal | Railjet Xpress, EuroCity, EuroNight, InterCity, expresszvonat, gyorsvonat, InterRégió, személyvonat             |
| Budapest-Nyugati            |     | Budapest, VI. kerület    | 1877. október 28.    | Budapest–Szob-vasútvonal Budapest–Záhony-vasútvonal | EuroCity, EuroNight, InterCity, expresszvonat, sebesvonat, személyvonat                                         |
| Cegléd                      |     | Cegléd                   | 1847. szeptember 1.  | Budapest–Záhony-vasútvonal Cegléd–Szeged-vasútvonal | InterCity, expresszvonat, sebesvonat, személyvonat                                                              |
| Celldömölk                  |     | Celldömölk               | 1871. október 1.     | Győr–Celldömölk-vasútvonal Székesfehérvár–Szombathely-vasútvonal Boba–Bajánsenye-vasútvonal | InterCity, gyorsvonat, InterRégió, személyvonat                                                                 |
| Csorna                      |     | Csorna                   | 1876. január 3.      | Győr–Sopron-vasútvonal Pápa–Csorna-vasútvonal Hegyeshalom–Porpác-vasútvonal | InterCity, személyvonat                                                                                         |
| Csurgó                      |     | Csurgó                   |                      | Dombóvár–Gyékényes-vasútvonal | InterCity, személyvonat                                                                                         |
| Csákánydoroszló             |     | Csákánydoroszló          | 1872. szeptember 1.  | Szombathely–Szentgotthárd-vasútvonal | InterCity, személyvonat                                                                                         |
| Csárdaszállás               |     | Csárdaszállás            |                      | Szajol–Lőkösháza-vasútvonal | InterCity, gyorsvonat, személyvonat                                                                             |
| Debrecen                    |     | Debrecen                 | 1857. november 23.   | Budapest–Záhony-vasútvonal Debrecen–Nyírábrány-vasútvonal Debrecen–Nagykereki-vasútvonal Sáránd–Létavértes-vasútvonal Debrecen–Füzesabony-vasútvonal Debrecen–Tiszalök-vasútvonal Apafa–Mátészalka-vasútvonal | EuroCity, InterCity, gyorsvonat, sebesvonat, expresszvonat, személyvonat                                        |
| Devecser                    |     | Devecser                 | 1872. október 3.     | Székesfehérvár–Szombathely-vasútvonal | InterCity, gyorsvonat, személyvonat                                                                             |
| Dombóvár                    |     | Dombóvár                 | 1872. augusztus 14.  | Budapest–Pécs-vasútvonal Dombóvár–Gyékényes-vasútvonal Dombóvár–Bátaszék-vasútvonal | InterCity, személyvonat                                                                                         |
| Egyházasrádóc               |     | Egyházasrádóc            |                      | Szombathely–Szentgotthárd-vasútvonal | InterCity, személyvonat                                                                                         |
| Erdőbénye                   |     | Szegilong                |                      | Budapest–Sátoraljaújhely-vasútvonal | InterCity, expresszvonat, személyvonat                                                                          |
| Ferihegy                    |     | Budapest, XVIII. kerület | 2007 július 16.      | Budapest–Záhony-vasútvonal | InterCity, gyorsvonat, sebesvonat, expresszvonat, személyvonat                                                  |
| Fertőszentmiklós            |     | Fertőszentmiklós         | 1876. január 3.      | Győr–Sopron-vasútvonal Fertővidéki Helyiérdekű Vasút | InterCity, személyvonat                                                                                         |
| Fonyód                      |     | Fonyód                   |                      | Budapest–Murakeresztúr-vasútvonal Kaposvár–Fonyód-vasútvonal | InterCity, gyorsvonat, sebesvonat, expresszvonat, InterRégió, személyvonat                                      |
| Forró-Encs                  |     | Encs                     |                      | Felsőzsolca–Hidasnémeti-vasútvonal | InterCity, személyvonat                                                                                         |
| Fövenyes                    |     | Balatonakali             |                      | Börgönd–Szabadbattyán–Tapolca-vasútvonal | InterCity, személyvonat                                                                                         |
| Füzesabony                  |     | Füzesabony               |                      | Budapest–Sátoraljaújhely-vasútvonal Füzesabony–Putnok-vasútvonal Debrecen–Füzesabony-vasútvonal | InterCity, sebesvonat, expresszvonat, InterRégió, személyvonat                                                  |
| Gyoma                       |     | Gyomaendrőd              | 1858. október 25.    | Szajol–Lőkösháza-vasútvonal Körösnagyharsány–Vésztő–Gyoma-vasútvonal | InterCity, gyorsvonat, személyvonat                                                                             |
| Gyékényes                   |     | Zákány                   |                      | Dombóvár–Gyékényes-vasútvonal Murakeresztúr–Szentlőrinc-vasútvonal | InterCity, expresszvonat, InterRégió, személyvonat                                                              |
| Győr                        |     | Győr                     | 1855. december 24.   | Budapest–Hegyeshalom–Rajka-vasútvonal Győr–Sopron-vasútvonal Győr–Celldömölk-vasútvonal Győr–Veszprém-vasútvonal                                                                                              | Railjet Xpress, EuroCity, EuroNight, InterCity, gyorsvonat, InterRégió, személyvonat                            |
| Hajdúszoboszló              |     | Hajdúszoboszló           |                      | Budapest–Záhony-vasútvonal | EuroCity, InterCity, gyorsvonat, sebesvonat, expresszvonat, személyvonat                                        |
| Hajmáskér                   |     | Hajmáskér                | 1872. augusztus 9.   | Székesfehérvár–Szombathely-vasútvonal Lepsény–Hajmáskér-vasútvonal | InterCity, személyvonat                                                                                         |
| Halmaj                      |     | Halmaj                   |                      | Felsőzsolca–Hidasnémeti-vasútvonal | InterCity, személyvonat                                                                                         |
| Haris                       |     | Szentgotthárd            |                      | Szombathely–Szentgotthárd-vasútvonal | InterCity, személyvonat                                                                                         |
| Hatvan                      |     | Hatvan                   | 1867. április 2.     | Budapest–Sátoraljaújhely-vasútvonal Hatvan–Somoskőújfalu-vasútvonal Hatvan–Újszász-vasútvonal | InterCity, sebesvonat, expresszvonat, InterRégió, személyvonat                                                  |
| Hidasnémeti                 |     | Hidasnémeti              |                      | Felsőzsolca–Hidasnémeti-vasútvonal Szerencs–Hidasnémeti-vasútvonal | InterCity, személyvonat                                                                                         |
| Horvátnádalja               |     | Körmend                  |                      | Szombathely–Szentgotthárd-vasútvonal | InterCity, személyvonat                                                                                         |
| Ináncs                      |     | Ináncs                   |                      | Felsőzsolca–Hidasnémeti-vasútvonal | InterCity, személyvonat                                                                                         |
| Ják-Balogunyom              |     | Balogunyom               | 1872. szeptember 1.  | Szombathely–Szentgotthárd-vasútvonal | InterCity, személyvonat                                                                                         |
| Jákó-Nagybajom              |     | Jákó                     |                      | Dombóvár–Gyékényes-vasútvonal | InterCity, személyvonat                                                                                         |
| Kaposvár                    |     | Kaposvár                 |                      | Kaposvár–Siófok-vasútvonal Kaposvár–Fonyód-vasútvonal Dombóvár–Gyékényes-vasútvonal | InterCity, InterRégió, személyvonat                                                                             |
| Kapuvár                     |     | Kapuvár                  | 1876. január 3.      | Győr–Sopron-vasútvonal | InterCity, személyvonat                                                                                         |
| Karakószörcsök              |     | Karakószörcsök           |                      | Székesfehérvár–Szombathely-vasútvonal | InterCity, személyvonat                                                                                         |
| Kecskemét                   |     | Kecskemét                | 1853. szeptember 3.  | Cegléd–Szeged-vasútvonal Budapest–Kecskemét-vasútvonal Kiskunfélegyháza–Kunszentmárton-vasútvonal Fülöpszállás–Kecskemét-vasútvonal                                                                           | InterCity, gyorsvonat, expresszvonat, InterRégió, személyvonat                                                  |
| Kemenesmihályfa             |     | Kemenesmihályfa          |                      | Székesfehérvár–Szombathely-vasútvonal | InterCity, személyvonat                                                                                         |
| Keszthely                   |     | Keszthely                | 1903. július 17.     | Balatonszentgyörgy–Tapolca–Ukk-vasútvonal | InterCity, gyorsvonat, sebesvonat, InterRégió, személyvonat                                                     |
| Kiskorpád                   |     | Kiskorpád                |                      | Dombóvár–Gyékényes-vasútvonal | InterCity, személyvonat                                                                                         |
| Kiskunfélegyháza            |     | Kiskunfélegyháza         |                      | Cegléd–Szeged-vasútvonal Kecskemét–Szolnok-vasútvonal Kiskunfélegyháza–Orosháza-vasútvonal Kiskunhalas–Kiskunfélegyháza-vasútvonal                                                                            | InterCity, gyorsvonat, expresszvonat, InterRégió, személyvonat                                                  |
| Kistelek                    |     | Kistelek                 |                      | Cegléd–Szeged-vasútvonal | InterCity, gyorsvonat, expresszvonat, személyvonat                                                              |
| Kisvárda                    |     | Kisvárda                 |                      | Budapest–Záhony-vasútvonal | EuroCity, InterCity, gyorsvonat, sebesvonat, expresszvonat, személyvonat                                        |
| Komárom                     |     | Komárom                  | 1856. augusztus 10.  | Budapest–Hegyeshalom–Rajka-vasútvonal Székesfehérvár–Komárom-vasútvonal | InterCity, gyorsvonat, személyvonat                                                                             |
| Kutas                       |     | Kutas                    |                      | Dombóvár–Gyékényes-vasútvonal | InterCity, személyvonat                                                                                         |
| Kétegyháza                  |     | Kétegyháza               |                      | Szajol–Lőkösháza-vasútvonal Kétegyháza–Újszeged-vasútvonal | InterCity, gyorsvonat, személyvonat                                                                             |
| Kétpó                       |     | Kétpó                    |                      | Szajol–Lőkösháza-vasútvonal | InterCity, gyorsvonat, személyvonat                                                                             |
| Körmend                     |     | Körmend                  | 1872. szeptember 1.  | Szombathely–Szentgotthárd-vasútvonal Körmend–Zalalövő-vasútvonal | InterCity, személyvonat                                                                                         |
| Kőbánya-Kispest             |     | Budapest, X. kerület     | 1907. május 1.       | Budapest–Záhony-vasútvonal Budapest–Kecskemét-vasútvonal | InterCity, gyorsvonat, sebesvonat, expresszvonat, személyvonat                                                  |
| Lepsény                     |     | Lepsény                  | 1861. április 1.     | Lepsény–Hajmáskér-vasútvonal Budapest–Murakeresztúr-vasútvonal Dombóvár–Lepsény-vasútvonal | InterCity, sebesvonat, személyvonat                                                                             |
| Lőkösháza                   |     | Lőkösháza                |                      | Szajol–Lőkösháza-vasútvonal | InterCity, gyorsvonat, személyvonat                                                                             |
| Mezőberény                  |     | Mezőberény               |                      | Szajol–Lőkösháza-vasútvonal | InterCity, gyorsvonat, személyvonat                                                                             |
| Mezőkövesd                  |     | Mezőkövesd               |                      | Budapest–Sátoraljaújhely-vasútvonal | InterCity, sebesvonat, expresszvonat, személyvonat                                                              |
| Mezőpeterd                  |     | Mezőpeterd               |                      | Püspökladány–Biharkeresztes-vasútvonal | EuroCity, InterCity, személyvonat                                                                               |
| Mezőtúr                     |     | Mezőtúr                  | 1858. október 25.    | Szajol–Lőkösháza-vasútvonal Mezőtúr–Battonya-vasútvonal | InterCity, gyorsvonat, személyvonat                                                                             |
| Miskolc-Tiszai              |     | Miskolc                  | 1859. május 24.      | Budapest–Sátoraljaújhely-vasútvonal Miskolc–Bánréve–Ózd-vasútvonal | InterCity, gyorsvonat, sebesvonat, expresszvonat, személyvonat                                                  |
| Murony                      |     | Murony                   |                      | Szajol–Lőkösháza-vasútvonal Murony–Békés-vasútvonal | InterCity, gyorsvonat, személyvonat                                                                             |
| Mátészalka                  |     | Mátészalka               | 1905. szeptember 27. | Apafa–Mátészalka-vasútvonal Mátészalka–Záhony-vasútvonal Nyíregyháza–Mátészalka–Zajta-vasútvonal Kocsord–Csenger-vasútvonal Mátészalka–Nagykároly-vasútvonal                                                  | InterCity, sebesvonat, személyvonat                                                                             |
| Nagykanizsa                 |     | Nagykanizsa              | 1860. április 24.    | Szombathely–Nagykanizsa-vasútvonal Budapest–Murakeresztúr-vasútvonal | InterCity, gyorsvonat, sebesvonat, expresszvonat, InterRégió, személyvonat                                      |
| Nagykőrös                   |     | Nagykőrös                | 1853. szeptember 3.  | Cegléd–Szeged-vasútvonal | InterCity, gyorsvonat, expresszvonat, személyvonat                                                              |
| Nagylapos                   |     | Gyomaendrőd              | 1907. december 20.   | Szajol–Lőkösháza-vasútvonal | InterCity, gyorsvonat, személyvonat                                                                             |
| Nagysimonyi                 |     | Nagysimonyi              |                      | Székesfehérvár–Szombathely-vasútvonal | InterCity, személyvonat                                                                                         |
| Nemesgulács-Kisapáti        |     | Kisapáti                 |                      | Börgönd–Szabadbattyán–Tapolca-vasútvonal | InterCity, személyvonat                                                                                         |
| Novajidrány                 |     | Novajidrány              |                      | Felsőzsolca–Hidasnémeti-vasútvonal | InterCity, személyvonat                                                                                         |
| Nyékládháza                 |     | Nyékládháza              |                      | Budapest–Sátoraljaújhely-vasútvonal Nyékládháza–Tiszaújváros-vasútvonal | InterCity, sebesvonat, expresszvonat, személyvonat                                                              |
| Nyíradony                   |     | Nyíradony                |                      | Apafa–Mátészalka-vasútvonal Nagykálló–Nyíradony-vasútvonal | InterCity, sebesvonat, személyvonat                                                                             |
| Nyírbátor                   |     | Nyírbátor                |                      | Apafa–Mátészalka-vasútvonal Nyíregyháza–Mátészalka–Zajta-vasútvonal | InterCity, sebesvonat, személyvonat                                                                             |
| Nyíregyháza                 |     | Nyíregyháza              |                      | Budapest–Záhony-vasútvonal Mezőzombor–Nyíregyháza-vasútvonal Nyíregyháza–Mátészalka–Zajta-vasútvonal Nyíregyháza–Vásárosnamény-vasútvonal                                                                     | EuroCity, InterCity, gyorsvonat, sebesvonat, expresszvonat, személyvonat                                        |
| Olaszliszka-Tolcsva         |     | Vámosújfalu              |                      | Budapest–Sátoraljaújhely-vasútvonal | InterCity, expresszvonat, személyvonat                                                                          |
| Ostffyasszonyfa             |     | Sárvár                   |                      | Székesfehérvár–Szombathely-vasútvonal | InterCity, személyvonat                                                                                         |
| Őriszentpéter               |     | Őriszentpéter            | 2000. december 15.   | Boba–Bajánsenye-vasútvonal | InterCity, gyorsvonat, személyvonat                                                                             |
| Örvényes                    |     | Örvényes                 |                      | Börgönd–Szabadbattyán–Tapolca-vasútvonal | InterCity, személyvonat                                                                                         |
| Öskü                        |     | Öskü                     |                      | Székesfehérvár–Szombathely-vasútvonal | InterCity, személyvonat                                                                                         |
| Ötvöskónyi                  |     | Ötvöskónyi               |                      | Dombóvár–Gyékényes-vasútvonal | InterCity, személyvonat                                                                                         |
| Pécs                        |     | Pécs                     |                      | Budapest–Pécs-vasútvonal Pécs–Bátaszék-vasútvonal Pécs–Mohács-vasútvonal | InterCity, InterRégió, személyvonat                                                                             |
| Pétfürdő                    |     | Pétfürdő                 |                      | Székesfehérvár–Szombathely-vasútvonal | InterCity, személyvonat                                                                                         |
| Pincehely                   |     | Pincehely                |                      | Budapest–Pécs-vasútvonal | InterCity, személyvonat                                                                                         |
| Porpác                      |     | Bögöt                    | 1871. október 1.     | Hegyeshalom–Porpác-vasútvonal Székesfehérvár–Szombathely-vasútvonal | InterCity, személyvonat                                                                                         |
| Püspökladány                |     | Püspökladány             | 1857. november 23.   | Budapest–Záhony-vasútvonal Püspökladány–Biharkeresztes-vasútvonal Kötegyán–Püspökladány-vasútvonal | EuroCity, InterCity, gyorsvonat, sebesvonat, expresszvonat, személyvonat                                        |
| Rátót                       |     | Rátót                    |                      | Szombathely–Szentgotthárd-vasútvonal | InterCity, személyvonat                                                                                         |
| Répcelak                    |     | Répcelak                 | 1891. november 9.    | Hegyeshalom–Porpác-vasútvonal | InterCity, személyvonat                                                                                         |
| Révfülöp                    |     | Révfülöp                 |                      | Börgönd–Szabadbattyán–Tapolca-vasútvonal | InterCity, expresszvonat, személyvonat                                                                          |
| Sáp                         |     | Sáp                      |                      | Püspökladány–Biharkeresztes-vasútvonal | EuroCity, InterCity, személyvonat                                                                               |
| Sárbogárd                   |     | Sárbogárd                |                      | Budapest–Pécs-vasútvonal Sárbogárd–Börgönd-vasútvonal Rétszilas–Bátaszék-vasútvonal | InterCity, InterRégió, személyvonat                                                                             |
| Sárospatak                  |     | Sárospatak               |                      | Budapest–Sátoraljaújhely-vasútvonal | InterCity, expresszvonat, személyvonat                                                                          |
| Sárvár                      |     | Sárvár                   | 1871. október 1.     | Székesfehérvár–Szombathely-vasútvonal | InterCity, gyorsvonat, sebesvonat, személyvonat                                                                 |
| Sásd                        |     | Sásd                     |                      | Budapest–Pécs-vasútvonal | InterCity, InterRégió, személyvonat                                                                             |
| Sátoraljaújhely             |     | Sátoraljaújhely          |                      | Budapest–Sátoraljaújhely-vasútvonal | InterCity, expresszvonat, személyvonat                                                                          |
| Sávoly                      |     | Sávoly                   |                      | Budapest–Murakeresztúr-vasútvonal | InterCity, személyvonat                                                                                         |
| Simontornya                 |     | Simontornya              |                      | Budapest–Pécs-vasútvonal | InterCity, személyvonat                                                                                         |
| Siófok                      |     | Siófok                   | 1861. április 1.     | Budapest–Murakeresztúr-vasútvonal Kaposvár–Siófok-vasútvonal | InterCity, gyorsvonat, sebesvonat, expresszvonat, személyvonat                                                  |
| Somlóvásárhely              |     | Somlóvásárhely           |                      | Székesfehérvár–Szombathely-vasútvonal | InterCity, személyvonat                                                                                         |
| Somogyszob                  |     | Somogyszob               |                      | Somogyszob–Balatonszentgyörgy-vasútvonal Nagyatád–Somogyszob-vasútvonal Dombóvár–Gyékényes-vasútvonal | InterCity, személyvonat                                                                                         |
| Sopron                      |     | Sopron                   | 1876. január 3.      | Győr–Sopron-vasútvonal Sopron–Szombathely-vasútvonal | InterCity, személyvonat                                                                                         |
| Szakály-Hőgyész             |     | Szakály                  |                      | Budapest–Pécs-vasútvonal | InterCity, személyvonat                                                                                         |
| Szatymaz                    |     | Szatymaz                 |                      | Cegléd–Szeged-vasútvonal | InterCity, gyorsvonat, expresszvonat, személyvonat                                                              |
| Szeged                      |     | Szeged                   | 1854. március 4.     | Szeged–Kötegyán-vasútvonal Szeged–Szabadka-vasútvonal Cegléd–Szeged-vasútvonal | InterCity, gyorsvonat, expresszvonat, személyvonat                                                              |
| Székesfehérvár              |     | Székesfehérvár           | 1860. június 1.      | Székesfehérvár–Komárom-vasútvonal Bicske–Székesfehérvár-vasútvonal Székesfehérvár–Szombathely-vasútvonal Budapest–Murakeresztúr-vasútvonal Székesfehérvár–Pusztaszabolcs-vasútvonal                           | InterCity, gyorsvonat, sebesvonat, expresszvonat, InterRégió, személyvonat                                      |
| Szentgotthárd               |     | Szentgotthárd            | 1872. szeptember 1.  | Szombathely–Szentgotthárd-vasútvonal | InterCity, személyvonat                                                                                         |
| Szentlőrinc                 |     | Szentlőrinc              |                      | Budapest–Pécs-vasútvonal Murakeresztúr–Szentlőrinc-vasútvonal Szentlőrinc–Sellye-vasútvonal | InterCity, InterRégió, személyvonat                                                                             |
| Szerencs                    |     | Szerencs                 |                      | Budapest–Sátoraljaújhely-vasútvonal Szerencs–Hidasnémeti-vasútvonal | InterCity, gyorsvonat, sebesvonat, expresszvonat, személyvonat                                                  |
| Szikszó-Vásártér            |     | Szikszó                  |                      | Felsőzsolca–Hidasnémeti-vasútvonal | InterCity, személyvonat                                                                                         |
| Szolnok                     |     | Szolnok                  | 1857. november 19.   | Hatvan–Újszász-vasútvonal Budapest–Záhony-vasútvonal Budapest–Újszász–Szolnok-vasútvonal Kecskemét–Szolnok-vasútvonal                                                                                         | EuroCity, InterCity, gyorsvonat, sebesvonat, expresszvonat, személyvonat                                        |
| Szombathely                 |     | Szombathely              | 1865. szeptember 20. | Sopron–Szombathely-vasútvonal Szombathely–Nagykanizsa-vasútvonal Szombathely–Kőszeg-vasútvonal Székesfehérvár–Szombathely-vasútvonal Szombathely–Szentgotthárd-vasútvonal                                     | InterCity, gyorsvonat, sebesvonat, InterRégió, személyvonat                                                     |
| Szombathely-Szőlős          |     | Szombathely              |                      | Szombathely–Szentgotthárd-vasútvonal | InterCity, személyvonat                                                                                         |
| Tapolca                     |     | Tapolca                  |                      | Balatonszentgyörgy–Tapolca–Ukk-vasútvonal Börgönd–Szabadbattyán–Tapolca-vasútvonal | InterCity, sebesvonat, expresszvonat, InterRégió, személyvonat                                                  |
| Tata                        |     | Tata                     | 1884. július 15.     | Budapest–Hegyeshalom–Rajka-vasútvonal | InterCity, gyorsvonat, személyvonat                                                                             |
| Tatabánya                   |     | Tatabánya                | 1884. július 15.     | Budapest–Hegyeshalom–Rajka-vasútvonal Tatabánya–Oroszlány-vasútvonal | Railjet Xpress, EuroCity, EuroNight, InterCity, gyorsvonat, személyvonat                                        |
| Tokaj                       |     | Tokaj                    |                      | Mezőzombor–Nyíregyháza-vasútvonal | InterCity, gyorsvonat, sebesvonat, személyvonat                                                                 |
| Törökszentmiklós            |     | Törökszentmiklós         |                      | Budapest–Záhony-vasútvonal | EuroCity, InterCity, gyorsvonat, sebesvonat, expresszvonat, személyvonat                                        |
| Ukk                         |     | Ukk                      |                      | Boba–Bajánsenye-vasútvonal Balatonszentgyörgy–Tapolca–Ukk-vasútvonal | InterCity, gyorsvonat, személyvonat                                                                             |
| Várpalota                   |     | Várpalota                | 1872. augusztus 9.   | Székesfehérvár–Szombathely-vasútvonal | InterCity, személyvonat                                                                                         |
| Vép                         |     | Vép                      | 1871. október 1.     | Hegyeshalom–Porpác-vasútvonal Székesfehérvár–Szombathely-vasútvonal | InterCity, személyvonat                                                                                         |
| Veszprém                    |     | Veszprém                 | 1872. augusztus 9.   | Győr–Veszprém-vasútvonal Székesfehérvár–Szombathely-vasútvonal Lepsény–Hajmáskér-vasútvonal | InterCity, személyvonat                                                                                         |
| Vörs                        |     | Vörs                     |                      | Budapest–Murakeresztúr-vasútvonal | InterCity, személyvonat                                                                                         |
| Záhony                      |     | Záhony                   |                      | Budapest–Záhony-vasútvonal Mátészalka–Záhony-vasútvonal | EuroCity, InterCity, gyorsvonat, sebesvonat, expresszvonat, személyvonat                                        |
| Zalabér-Batyk               |     | Batyk                    |                      | Zalabér-Batyk–Zalaszentgrót-vasútvonal Boba–Bajánsenye-vasútvonal | InterCity, személyvonat                                                                                         |
| Zalaegerszeg                |     | Zalaegerszeg             |                      | Zalaegerszeg–Rédics-vasútvonal Boba–Bajánsenye-vasútvonal | InterCity, gyorsvonat, személyvonat                                                                             |
| Zalakomár                   |     | Zalakomár                | 1861. április 1.     | Budapest–Murakeresztúr-vasútvonal | InterCity, személyvonat                                                                                         |
| Zalalövő                    |     | Zalalövő                 | 1906. december 24.   | Körmend–Zalalövő-vasútvonal Boba–Bajánsenye-vasútvonal | InterCity, gyorsvonat, személyvonat                                                                             |
| Zalaszentiván               |     | Zalaszentiván            |                      | Szombathely–Nagykanizsa-vasútvonal Boba–Bajánsenye-vasútvonal | InterCity, gyorsvonat, InterRégió, személyvonat                                                                 |
| Zalaszentjakab              |     | Zalaszentjakab           |                      | Budapest–Murakeresztúr-vasútvonal | InterCity, személyvonat                                                                                         |
| Zamárdi                     |     | Zamárdi                  |                      | Budapest–Murakeresztúr-vasútvonal | InterCity, gyorsvonat, sebesvonat, expresszvonat, személyvonat                                                  |
| Zánka-Erzsébettábor         |     | Zánka                    |                      | Börgönd–Szabadbattyán–Tapolca-vasútvonal | InterCity, expresszvonat, személyvonat                                                                          |
| Zánka-Köveskál              |     | Zánka                    |                      | Börgönd–Szabadbattyán–Tapolca-vasútvonal | InterCity, expresszvonat, személyvonat                                                                          |
| Zugló                       |     | Budapest, XIV. kerület   |                      | Budapest–Záhony-vasútvonal Budapest–Kecskemét-vasútvonal | InterCity, gyorsvonat, sebesvonat, személyvonat                                                                 |